# 羅馬仕
羅馬仕是總部位於中華人民共和國廣東省深圳市南山科技園的一家電源配件和移動電源生產企業，隸屬於七千貓集團，成立於2012年。

## 争议
該公司曾在2019年召回部分2018年生產的電源產品，此前有女大学生反映其所购买的充电宝无故燃烧。2025年6月，北京多所高校表示，因罗马仕充电宝“容易发生爆炸”，要求师生“尽快停止使用”。该公司表示将第一时间展开核查。6月16日，罗马仕宣布召回491745个充电宝，涉及三种型号，其容量均为20000毫安时。此前香港航空3月20日杭州飞香港HX115航班发生充电宝起火事件，根据法国航空事故调查处公布的调查文件显示旅客携带的罗马仕充电宝因热失控而起火。
受充電寶召回事件影響，2025年6月初，羅馬仕裁撤一批人。自7月1日起，罗马仕内部陆续通知员工全面停工停产半年。期間員工只按深圳市最低工资标准的80%发放生活费。有羅馬仕中层人员对媒体称，羅馬仕最顶层的五位老板在事发后即已逃往马来西亚，不再出现。2025年7月16日，罗马仕天猫旗舰店恢复营业，继续销售充电头、数据线等产品，但无充电宝产品在售。

## 外部連結
- 官方网站